# Batalha de Riade (1902)

A Batalha de Riade foi uma pequena batalha da Guerra da Unificação entre os Rashidi e os rebeldes Sauditas. Ocorreu em 13 de Janeiro de 1902, no Castelo de Masmak, em Riade, capital da atual Arábia Saudita.
No final de 1901, após o fim do Segundo Estado Saudita, o clã Al Saud foi forçado a se mudar para o Kuwait depois que Riade caiu para a família Al Rashid. Abdulaziz ibn ibn Saud, chefe do clã, pediu suprimentos e homens ao Emir do Kuwait Mubarak Al-Sabah para retomar a sua cidade natal. O príncipe Kuwaitiano, que também esteve envolvido em várias guerras com os Rashidis, acedeu ao pedido de Ibn Saud e deu-lhe cavalos e armas.
Em Janeiro de 1902, Ibn Saud e seus homens retornaram a Riade e atacaram com sucesso o castelo. Ele capturou e matou Ibn Ajlan (chefe de Riade) depois das preces matinais, e Abdulaziz segurou a cabeça de Ibn Ajlan e a lançou para o povo de Riade.
A vitória de Abdulaziz marcou o início de três décadas de combates que o levariam a unir quase toda a Arábia Central sob seu governo. Também marcou o início do Terceiro Estado Saudita, que evoluiu para a atual Arábia Saudita.